# Air Vallée
Air Vallée es una aerolínea con vuelos regulares con base en Aosta en Italia, también ofrece servicios chárter y servicios de taxi aéreo. Su principal base es el Aeropuerto de Aosta (IATA: AOT).

## Códigos
- Código IATA: DO
- Código OACI: RVL
- Indicativo: Air Vallée[1]

## Historia
Air Vallée fue fundado en junio de 1987 para promover el desarrollo comercial del Aeropuerto de Aosta. En junio de 1988 una conexión con Roma, dos veces a la semana, fue iniciado con un Beechcraft King Air C90. Las aeronaves fueron reemplazadas en octubre de 1989 con un Cessna Citation I y otra aeronave fue adquirida. Ambos fueron reemplazados por un Learjet 31 adquirido en enero de 1992 y un Beechcraft King Air 200 fue adquirido en agosto de 1993. El primer Dornier 328 entró en operación en mayo de 2000 y el segundo en junio de 2001. La compañía es adquirida por el grupo industrial Ergom. Este es adquirido por Fiat Group en 2007, que absorbe toda su actividad industrial bajo su filial Magneti Marelli. El desinterés por actividades diferentes a las industriales, provoca que Fiat venda Air Vallé en 2008 a un holding de empresas petrolíferas genovesas, entre los que se encuentra ERG.
En el verano de 2010, Air Vallée reinició las operaciones, ofreciendo vuelos nacionales desde Rimini, así como un vuelo semanal desde Perugia a Olbia en Cerdeña. Un solo Dornier 328 Jet debe estar en uso para estos vuelos.

## Servicios
Air Vallée opera los siguientes servicios regulares (a febrero de 2012):
Bélgica
- Bruselas - Aeropuerto de Bruselas [desde el 9 de mayo de 2012]

Francia
- París - Aeropuerto de París-Charles de Gaulle [desde 5 de abril de 2012]
- París - Aeropuerto de París-Orly [desde 30 de abril de 2012]

Italia
- Aosta a Roma
- Génova a Cagliari, Olbia, Trieste, Turín
- Olbia a Cagliari, Génova
- Turín a Génova, Pescara, Trieste

Rumania
- Bucarest - Aeropuerto Internacional de Bucarest-Henri Coandă [desde el 6 de abril de 2012] ciudad focal
- Iaşi - Aeropuerto Internacional de Iaşi [desde el 1 de abril de 2012] ciudad focal

## Flota
La flota de Air Vallée consiste en las siguientes aeronaves (a enero de 2012):
| Aeronaves               | Número | Ordenado | Notas                      |
| ----------------------- | ------ | -------- | -------------------------- |
| Dornier 328Jet          | 2      | -        |                            |
| McDonnell Douglas MD-83 | 1      | -        | arrendados a Medallion Air |
| Fokker 100              | 1      | -        |                            |
| Total                   | 4      | 0        |                            |